# Torneio de xadrez de Nottingham de 1936
O Torneio de xadrez de Nottingham de 1936 foi uma competição internacional de xadrez realizada na cidade de Nottingham na Inglaterra entre 10 e 28 de agosto. Três ex-campeões (Lasker, Capablanca e Alekhine), o então campeão Euwe e um futuro campeão (Botvinnik) participaram do evento. O formato de disputa foi todos-contra-todos, com um tempo de reflexão foi de 36 movimentos em duas horas. Capablanca dividiu o primeiro lugar com Botvinnik e a premiação de 350 libras. Euwe, Fine e Reshevsky dividiram o segundo lugar e um prêmio de 175 libras, meio ponto atrás dos vencedores enquanto Alekhine ficou em terceiro lugar. A competição marcou o início do romance entre Vera Menchik e seu futuro marido, e foi a última de Emanuel Lasker.

## Tabela de resultados[2]
| Jogador                      | 1   | 2   | 3   | 4   | 5   | 6   | 7   | 8   | 9   | 10  | 11  | 12  | 13  | 14  | 15  | Total |
| Mikhail Botvinnik            | xxx | 0.5 | 0.5 | 0.5 | 0.5 | 0.5 | 0.5 | 0.5 | 1   | 1   | 1   | 1   | 1   | 1   | 0.5 | 10    |
| José Raul Capablanca         | 0.5 | xxx | 0.5 | 0.5 | 1   | 1   | 0   | 0.5 | 1   | 0.5 | 0.5 | 1   | 1   | 1   | 1   | 10    |
| Max Euwe                     | 0.5 | 0.5 | xxx | 0.5 | 1   | 0   | 0.5 | 0   | 1   | 0.5 | 1   | 1   | 1   | 1   | 1   | 9.5   |
| Reuben Fine                  | 0.5 | 0.5 | 0.5 | xxx | 0.5 | 0.5 | 0.5 | 1   | 0.5 | 1   | 0.5 | 1   | 1   | 0.5 | 1   | 9.5   |
| Samuel Reshevsky             | 0.5 | 0   | 0   | 0.5 | xxx | 1   | 0.5 | 1   | 1   | 1   | 0.5 | 1   | 1   | 1   | 0.5 | 9.5   |
| Alexander Alekhine           | 0.5 | 0   | 1   | 0.5 | 0   | xxx | 1   | 0.5 | 0.5 | 1   | 1   | 0.5 | 1   | 0.5 | 1   | 9     |
| Salo Flohr                   | 0.5 | 1   | 0.5 | 0.5 | 0.5 | 0   | xxx | 1   | 1   | 1   | 0.5 | 0   | 0   | 1   | 1   | 8.5   |
| Emanuel Lasker               | 0.5 | 0.5 | 1   | 0   | 0   | 0.5 | 0   | xxx | 0.5 | 1   | 0.5 | 1   | 1   | 1   | 1   | 8.5   |
| Milan Vidmar                 | 0   | 0   | 0   | 0.5 | 0   | 0.5 | 0   | 0.5 | xxx | 1   | 0.5 | 0.5 | 1   | 0.5 | 1   | 6     |
| Efim Bogoljubow              | 0   | 0.5 | 0.5 | 0   | 0   | 0   | 0   | 0   | 0   | xxx | 0.5 | 1   | 1   | 1   | 1   | 5.5   |
| Savielly Tartakower          | 0   | 0.5 | 0   | 0.5 | 0.5 | 0   | 0.5 | 0.5 | 0.5 | 0.5 | xxx | 0   | 0   | 1   | 1   | 5.5   |
| Theodore Tylor               | 0   | 0   | 0   | 0   | 0   | 0.5 | 1   | 0   | 0.5 | 0   | 1   | xxx | 0.5 | 0.5 | 0.5 | 4.5   |
| Conel Hugh O'Donel Alexander | 0   | 0   | 0   | 0   | 0   | 0   | 1   | 0   | 0   | 0   | 1   | 0.5 | xxx | 0.5 | 0.5 | 3.5   |
| George Thomas                | 0   | 0   | 0   | 0.5 | 0   | 0.5 | 0   | 0   | 0.5 | 0   | 0   | 0.5 | 0.5 | xxx | 0.5 | 3     |
| William Winter               | 0.5 | 0   | 0   | 0   | 0.5 | 0   | 0   | 0   | 0   | 0   | 0   | 0.5 | 0.5 | 0.5 | xxx | 2.5   |